# 1976 en chimie
Cet article présente les faits marquants de l'année 1976 en chimie.

## Évènements
- 8e Olympiades Internationales de Chimie, organisées à Halle en Allemagne de l'Est du 10 juillet au 19 juillet[1].
- Alexander A. Bayev devient président de l'Union internationale de biochimie jusqu'en 1979[2].
- Les règles de Baldwin sont proposées pour la première fois par Jack Baldwin[3],[4].

## Prix
- Prix Nobel de chimie : William Lipscomb pour ses travaux sur la structure des boranes, qui ont apporté un nouvel éclairage sur la liaison chimique[5].
- Prix Procter & Gamble : Robert J. Good[6]
- Prix Anselme-Payen : Robert Marchessault[7]
- Médaille Garvan-Olin : Isabella Karle[8]
- Prix Ernest-Guenther : A. Ian Scott[9]
- ACS Award in Pure Chemistry : Karl Freed[10]
- Prix Arthur C. Cope : Elias James Corey[11]
- Prix Irving-Langmuir : John S. Waugh[12]
- Médaille Priestley : George S. Hammond[13],[14]
- Médaille Davy : Rex Richards en reconnaissance de ses contributions exceptionnelles à la spectroscopie par résonance magnétique nucléaire et à son application aux problèmes chimiques et biologiques[15],[16].
- Grand prix Pierre-Süe : Paul Arnaud[17]
- Grand prix Achille-Le-Bel : Bertrand Castro[18]
- Claude S. Hudson Award in Carbohydrate Chemistry : Sidney M. Cantor[19]
- Médaille William-H.-Nichols : Paul D. Bartlett[20]

## Décès
- 11 février : Dorothy Maud Wrinch (née en 1894), mathématicienne et théoricienne en biochimie anglaise.
- 14 mars :
  - Eduard van Arkel (né en 1893), chimiste néerlandais.
  - Georges Chaudron (né en 1891), chimiste français.
- 17 avril : Henrik Dam (né en 1895), biochimiste danois et lauréat de la moitié du prix Nobel de physiologie ou médecine de 1943.
- 31 mai : Jacques Monod (né en 1910), biochimiste français, Prix Nobel de physiologie ou médecine en 1965.
- 25 juillet : John Clark Slater (né en 1900), physicien, chimiste théoricien américain.
- 26 septembre[21] : Lavoslav Ružička (né en 1887), chimiste croate et suisse, prix Nobel de chimie en 1939[5],[22].
- 5 octobre : Lars Onsager (né en 1903), chimiste norvégien, prix Nobel de chimie en 1968.